# Kolhicin
Kolhicin je alkaloid iz semena travniške rastline jesenski podlesek (Colchicum autumnale), ki deluje kot antiurik in antimitotik Uporabljal se je pri revmatičnih obolenjih, zlasti pri putiki; še danes se mestoma uporablja, vendar predstavlja oviro njegova visoka toksičnost. Uporabljal se je tudi zaradi svojih odvajalnih in emetičnih učinkov. Dandanes se daje predvsem še pri putiki in pri familiarni mediteranski vročici; uporablja se lahko tudi za zdravljenje perikarditisa in pri preprečevanju njegove ponovitve. Preučevali so tudi njegovo delovanje proti raku.

## Farmakologija
Delovanje
Kolhicin se veže na tubulin in prepreči polimerizacijo mikrotubulov. Tubulin ima bistveno vlogo pri mitozi in kolhicin jo zavre, zato spada med t. i. "mitotske strupe". Ker je ena od glavnih značilnosti rakavih celicah, da je pri njih mitotska delitev močno pospešena, so rakave celice znatno občutljivejše na njegovo delovanje v primerjavi z zdravimi celicami. Vendar pa je terapevstka uporaba kolhicina kot zdravila proti raku omejena s škodljivimi učinki, ki jih izkazuje na ostale celice v organizmu.
Kolhicin se zaradi zaviranja mitotske delitve uporablja tudi v celični genetiki. Za opazovanje kromosomov v celici pod svetlobnim mikroskopom je pomembno, da je celica v fazi celičnega cikla, ko so kromosomi najbolj zgoščeni. To se zgodi približno na polovici mitotskega cikla, zato kolhicin dodajo celicam med mitozo in jo s tem ustavijo. Uporaba kolhicina je standardni postopek pri raziskavah celičnih kariotipov.
Poleg zaviranja mitoze preko delovanja na notranje celično ogrodje (citoskelet) kolhicin zavira tudi gibljivost in aktivnost nevtrofilcev, ki sicer povzročajo vnetje. Zavira tudi nalaganje sečne kisline, zaradi česar se uporablja pri putiki. Ker kristali sečne kisline pospešeno nastajajo v tkivu pri nižjem pH-ju, predpostavljajo, da kolhicin dvigne pH v thivih, tako da zavre oksidacijo glukoze v levkocitih, pri čemer sicer nastaja mlečna kislina. 
Neželeni učinki
Neželeni učinki vključujejo slabost in nevtropenijo. Visoki odmerki lahko poškodujejo kostni mozeg in povzročijo slabokrvnost. Vsi ti neželeni učinki so posledica prekomernega zaviranja mitoze.
Toksičnost
Zastrupitev s kolhicinom je primerljiva s tisto pri arzenu: simptomi se pojavijo po 2 do 5 urah po zaužitju toksičnega odmerka in se kažejo kot pekočina v ustih in žrelu, vročina, bruhanje, driska, bolečine v trebuhu in ledvična odpoved. Ti simptomi lahko nastopijo do 24 ur po izpostavljenosti kolhicinu. Po 24 do 48 urah se lahko pojavi večorganska odpoved, ki vključuje hipovolemični šok zaradi zelo hudih žilnih poškodb in izgube tekočine skozi prebavila in lahko vodi v smrt. Prizadeti lahko utrpi poškodbe ledvic, ki se kažejo v zavrtem nastajanju seča in prisotnosti krvi v seču, znižanem številu belih krvničk (traja več dni), slabokrvnosti, mišični oslabelosti in dihalne odpovedi. Okrevanje se lahko začne po 6 do 8 dneh. Specifično protisredstvo ni poznano.